# Krucifix (Brandýs nad Orlicí, u rehabilitačního ústavu)
Krucifix v Brandýse nad Orlicí u rehabilitačního ústavu je klasicistní pískovcový krucifix od neznámého autora. Nalézá se u kruhového objezdu na křižovatce ulic Žerotínova a Lázeňská před rehabilitačním ústavem v městě Brandýs nad Orlicí. Krucifix byl odhalen 18. května 1814.

## Popis
Vysoký pískovcový krucifix stojí u kruhového objezdu před rehabilitačním ústavem v Brandýse nad Orlicí.
Na nízkém čtvercovém pískovcovém schodě stojí hranolový podstavec nahoře okosený profilováním s vypouklým čelem ozdobeným vytesaným rámečkem.
Na podstavci stojí užší pilíř ozdobený po stranách volutami a zakončený nahoře vzhůru obloukovitě vzepjatou profilovanou římsou ozdobenou ve vrcholu vzepjetí medailonem s písmeny IHS. Vypouklá čelní strana pilíře je ozdobena reliéfem Panny Marie se sepjatýma rukama.
Na římse pilíře stojí vysoký podstavec pískovcového krucifixu dole ozdobený lebkou s hnáty a nahoře zakončený vzhůru obloukovitě vzepjatou římsou, pod kterou je umístěn girlandový věnec.
Na římse stojí pískovcový krucifix s tělem ukřižovaného Krista, přepásaného bederní rouškou. Nad hlavou Krista je tabulka s nápisem INRI.

## Fotogalerie

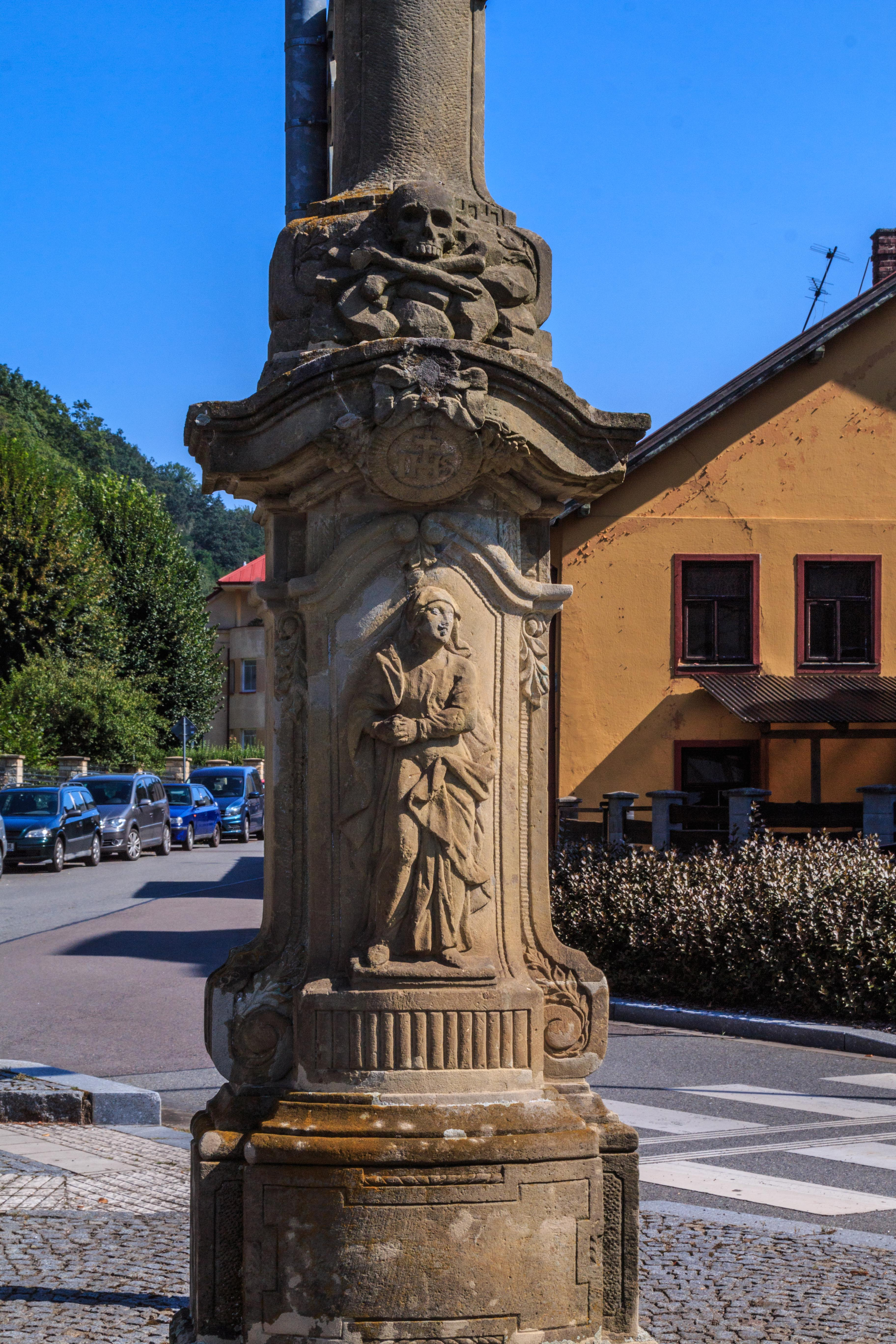
Detail pískovcového krucifixu před rehabilitačním ústavem v Brandýse nad Orlicí
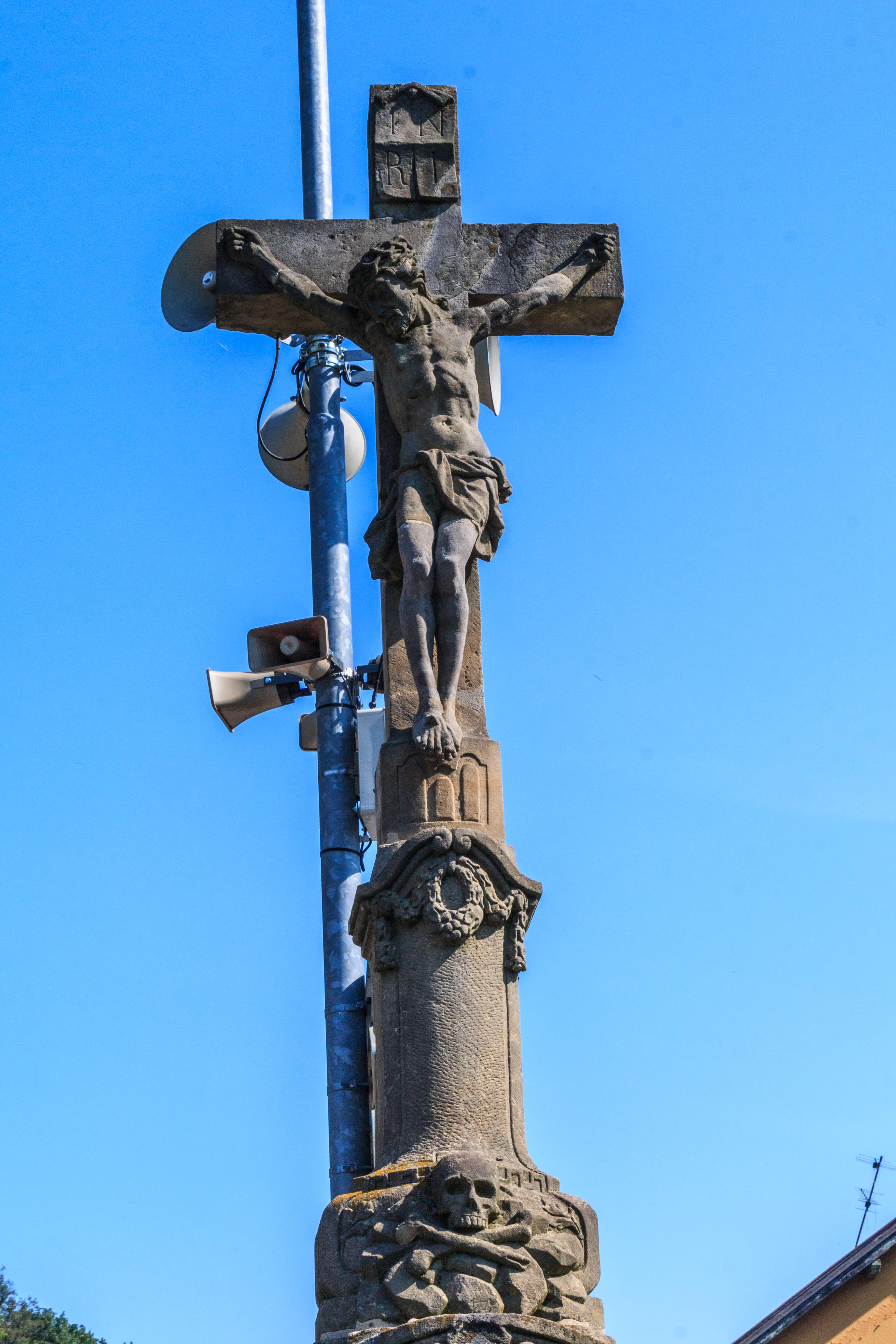
Detail pískovcového krucifixu před rehabilitačním ústavem v Brandýse nad Orlicí